# Завережје
Завережје (рус. Завережье) слатководно је језеро глацијалног порекла смештено на крајњем југу Невељског рејона и Псковске области, односно на западу европског дела Руске Федерације. Налази се југоисточно од града Невеља. Његовом западном обалом иде део међународног аутопута М20 Санкт Петербург−Кијев.
Налази се у басену реке Јеменке, десне притоке Ловата, и припада басену реке Неве и Балтичког мора.
Акваторија језера обухвата површину од око 6,70 км² (669,7 хектара, са острвима 6,74 км²), максимална дубина језера је до 10,3 метара, док је просечна дубина око 2,5 метара. Површина сливног подручја је 121 км².
На обали језера налазе се села Гусево и козлово, те железничка станица Завережје.